# Alchemilla austriaca
Alchemilla austriaca é uma espécie de rosácea do gênero Alchemilla, pertencente à família Rosaceae.